# Tapati
Tapati és una festa tradicional Rapa Nui que es realitza durant 10 dies al febrer des del 1975.
Va començar sent una festa solament per als indígenes, però ara és una instància per a compartir la cultura amb els turistes que arriben en aquesta època de l'any. Durant aquests dies, la població Rapa Nui es divideix en aliances que van guanyant puntuació per a coronar la seva candidata com a reina.

## Competicions
Aquestes pretenen recrear els esports ancestrals com:
Vaka Tuai: cada equip ha de recrear un embarcació tradicional polinésica per a després viatjar amb aquesta.
Takona: competició de pintura corporal. Els concursants mantenen la tècnica de barrejar pigments naturals i de descriure davant la comunitat el significat de la seva pintura.
Riu: competició en què els més experimentats de cada grup interpreten cants rituals que relaten històries èpiques i llegendes del poble rapanui.
Hoko Haka Opo: competició entre grups musicals representatius de cada equip, en què destaca l'habilitat coral dels participants a interpretar temes de manera alternada amb els grups rivals, sense repetir ni equivocar-se en les lletres.
Haka Pei: concurs en què joves arriscats llisquen en troncs de plàtans en un pendent de 45° i 120 m de longitud pel turó Pu'i. Els esportistes arriben a velocitats de fins a 80 km/h.
Pora: competició en què cal nedar sobre un flotador de boga. Mesura la resistència i la destresa dels competidors que cobreixen una distància de 1.500 m, amb vestits típics i pintura corporal.
Tau'a Rapa Nui: competició esportiva que es realitza a Rano Raraku. A manera de triatló, s'alternen tres modalitats de curses tradicionals: Vaka Ama (piragüisme en petites canoes de boga), natació amb Pora (flotador de boga) i Aka Vingui (córrer amb dos caps de plàtans transportats en una vareta sobre els muscles).
Titingi Mahute: concurs de treball amb mahute (planta introduïda pels primers habitants polinèsics), en què després de processar la matèria primera, es confeccionen vestits típics.